# 内卷关木通
内卷关木通（学名：Isotrema involutum）是马兜铃科关木通属的一种植物，是中国的特有植物。分布于中国云南。
叶片倒披针形至椭圆形; 上部花被管倒三角形, 压扁; 檐部裂片完全内卷。。